# Yella (film, 2007)
Pour plus de détails, voir Fiche technique et Distribution.
Yella est un film allemand réalisé par Christian Petzold et sorti en 2007.

## Synopsis
Yella quitte son époux, directeur d'une entreprise en faillite de l'ex-Allemagne de l'Est. Elle s'installe à Hanovre. Là, elle rencontre Philipp, homme d'affaires. Il l'engage pour la seconder dans ses tractations. Ils deviennent amants. Mais, le mari de Yella cherche à renouer avec elle...

## Fiche technique
- Titre original : Yella
- Réalisation et scénario : Christian Petzold
- Photographie : Hans Fromm - Couleurs
- Musique : Stefan Will
- Montage : Bettina Böhler
- Production : Florian von Gustorf, Michael Weber pour ZDF, ARTE
- Durée : 89 minutes
- Dates de sortie : 2007 ; 22 avril 2009 en France

## Distribution
- Nina Hoss : Yella Fichte
- Devid Striesow : Philipp
- Hinnerk Schönemann : Ben
- Burghart Klaussner : Dr Gunthen
- Barbara Auer : Barbara Gunthen
- Christian Redl : le père de Yella

## Récompenses
Nina Hoss obtient l’Ours d’argent de la meilleure actrice au 57ème festival de Berlin (2007).